# Исток (лист)
Исток је био лист југословенских муслимана који су били четници, присталице Драже Михаиловића.
Лист је штампан српском ћирилицом, а испод наслова је писао назив листа и на арапском писму. Мустафа Мулалић је био уредник листа. Лист се штампао у Дражином главном штабу, заједно са два централна листа: Равна гора и Равногорска мисао.